# Michael S. Hart

Michael Hart (links) und Gregory Newby, CEO des Project Gutenberg, 2006

Michael Stern Hart (* 8. März 1947 in Tacoma, Washington; † 6. September 2011 in Urbana, Illinois) war ein US-amerikanischer Schriftsteller, Hochschullehrer und Gründer des Gutenberg-Projekts.

## Leben
Hart gilt als Pionier der Buch-Digitalisierung. Zu der Idee, Bücher im Netz frei zur Verfügung zu stellen, wurde er als Student inspiriert. Am 4. Juli 1971, dem Jahrestag der Unabhängigkeitserklärung der Vereinigten Staaten, erhielt er ein Exemplar der Declaration of Independence. Er tippte den Text noch am selben Abend ab und stellte ihn schließlich über das Netzwerk der University of Illinois online. Dies war der Anfang seiner konstanten Bemühung, Literatur elektronisch frei zugänglich zu machen – mit der Verbreitung des Internets gründete er das Projekt Gutenberg. Hart selber tippte hunderte von Büchern ab.
Im Jahr 2004 besuchte Michael Hart die Niederlande. Zusammen mit Richard Stallman nahm er an einer von Vrijschrift.org, einer Stiftung, die sich für freies Wissen einsetzt, organisierten Debatte zum Thema „Informationsfreiheit“ in De Waag in Amsterdam teil.
Er starb 2011 im Alter von 64 Jahren an einem Herzinfarkt.